# 荔枝山國家公園
13°36′22″N 104°05′45″E / 13.6062°N 104.0957°E

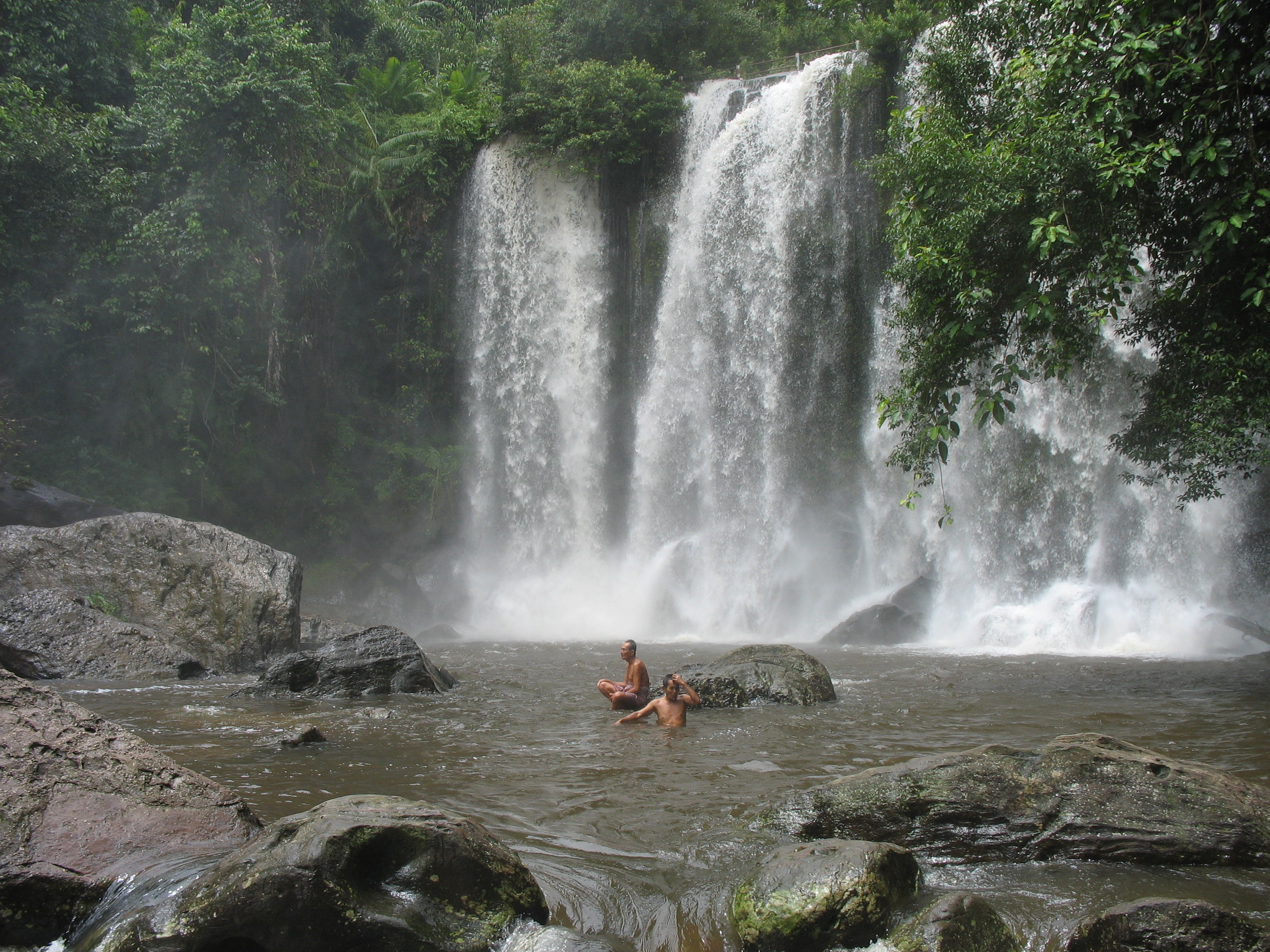

荔枝山國家公園是柬埔寨的國家公園，位於該國西北部暹粒省，處於荔枝山地區，距離首府暹粒市48公里，成立於1993年，面積374平方公里。